# Холандејл (Мисисипи)
Холандејл (енгл. Hollandale) град је у америчкој савезној држави Мисисипи.

## Демографија
По попису из 2010. године број становника је 2.702, што је 735 (-21,4%) становника мање него 2000. године.
| Група             | 2000.         | 2010.         |
| Белци             | 550 (16,0%)   | 330 (12,2%)   |
| Афроамериканци    | 2.860 (83,2%) | 2.355 (87,2%) |
| Азијати           | 3 (0,1%)      | 2 (0,1%)      |
| Хиспаноамериканци | 26 (0,8%)     | 5 (0,2%)      |
| Укупно            | 3.437         | 2.702         |